# Hemiceras
Hemiceras is een geslacht van vlinders van de familie tandvlinders (Notodontidae).

## Soorten
- H. aena Dognin, 1911
- H. affinis Druce, 1905
- H. alba Walker, 1865
- H. albisignata Bryk, 1953
- H. albulana Druce, 1887
- H. amanda Schaus, 1911
- H. angulinea Schaus, 1904
- H. arbogasta Schaus, 1928
- H. aroensis Schaus, 1901
- H. avangareza Schaus, 1912
- H. barina Guenée, 1852
- H. beata Schaus, 1906
- H. benica Schaus, 1937
- H. bilinea Schaus, 1901
- H. brunnea Schaus, 1901
- H. bucklei Druce, 1905
- H. buscki Dyar, 1908
- H. cabnala Schaus, 1933
- H. cadmia Guenée, 1852
- H. cadmioides Dognin, 1923
- H. calaonis Dyar, 1908
- H. casiaclara Dognin, 1924
- H. castanea Dognin, 1914
- H. castaneoides Draudt, 1933
- H. cayaba Schaus, 1937
- H. cayennensis Schaus, 1906
- H. ceiba Schaus, 1911
- H. celia Schaus, 1911
- H. cinescens Draudt, 1933
- H. cinnoma Draudt, 1933
- H. clarki Schaus, 1911
- H. climaca Schaus, 1928
- H. coatina Schaus, 1921
- H. colombia Dyar, 1908
- H. colorata Dognin, 1923
- H. commentica Schaus, 1906
- H. congrua Dognin, 1923
- H. consobrina Dognin, 1911
- H. conspirata Schaus, 1906
- H. constellata Dognin, 1904
- H. corema Schaus, 1911
- H. cotto Dyar, 1908
- H. crassa Schaus, 1906
- H. chabila Schaus, 1937
- H. chavin Thiaucourt, 1982
- H. chromona Schaus, 1928
- H. daguana Draudt, 1933
- H. daguensis Dognin, 1911
- H. dentata Dognin, 1914
- H. deornata Walker, 1865
- H. domingonis Dyar, 1908
- H. draudti Thiaucourt, 1991
- H. dyari Strand, 1911
- H. echo Dyar, 1908
- H. egregia Dognin, 1901
- H. elphega Schaus, 1928
- H. emerillonarum Thiaucourt, 1987
- H. eustalhia Schaus, 1928
- H. evanescens Dyar, 1908
- H. flava Schaus, 1906
- H. flavescens Schaus, 1906
- H. flavorufa Dognin, 1923
- H. francina Schaus, 1939
- H. gemina Walker, 1865
- H. geraesa Schaus, 1937
- H. gigas Draudt, 1933
- H. gortynoides Schaus, 1906
- H. guera Schaus, 1937
- H. hidulpha Schaus, 1928
- H. imitans Draudt, 1933
- H. indigna Schaus, 1906
- H. indistans Guenée, 1852
- H. jacksoni Kaye, 1924
- H. jejuna Schaus, 1906
- H. joinvillia Schaus, 1928
- H. jophona Schaus, 1939
- H. jovita Schaus, 1928
- H. kartabena Schaus, 1939
- H. kearfotti Dyar, 1908
- H. latior Draudt, 1933
- H. laurentina Schaus, 1906
- H. leucospila Walker, 1857
- H. levana Druce, 1890
- H. liboria Schaus, 1928
- H. lilacina Dognin, 1911
- H. linea Guenée, 1852
- H. lissa Druce, 1890
- H. longipennis Schaus, 1905
- H. losa Druce, 1890
- H. lotula Guenée, 1852
- H. manora Schaus, 1906
- H. maronita Schaus, 1906
- H. meona Cramer, 1797
- H. metallescens Schaus, 1906
- H. metastigma Walker, 1857
- H. mezata Schaus, 1939
- H. micans Schaus, 1906
- H. modesta Butler, 1879

- H. monegonda Schaus, 1928
- H. moresca Schaus, 1904
- H. muscosa Schaus, 1906
- H. mutoca Draudt, 1933
- H. nebulosa Schaus, 1906
- H. nigrescens Schaus, 1901
- H. nigricosta Schaus, 1901
- H. nigrigutta Schaus, 1901
- H. nigriplaga Schaus, 1906
- H. noctifer Schaus, 1928
- H. nubilata Schaus, 1901
- H. nupera Dognin, 1923
- H. obliquicola Walker, 1862
- H. ochrospila Dyar, 1908
- H. oleaginea Dognin, 1908
- H. olivenca Draudt, 1933
- H. ovalis Schaus, 1901
- H. pagana Schaus, 1901
- H. pallidula Guenée, 1852
- H. perbrunnea Dognin, 1923
- H. pernubila Dyar, 1908
- H. phocas Schaus, 1928
- H. piccolata Dognin, 1911
- H. plana Butler, 1879
- H. plusiata Felder, 1874
- H. pohli Schaus, 1921
- H. postica Maassen, 1890
- H. poulsoni Schaus, 1906
- H. praxides Schaus, 1928
- H. princeps Draudt, 1933
- H. proximata Dognin, 1924
- H. pulverula Guenée, 1852
- H. punctata Dognin, 1889
- H. punctilla Schaus, 1901
- H. quebra Schaus, 1901
- H. rava Schaus, 1911
- H. ravula Dognin, 1914
- H. refuga Dognin, 1910
- H. reyburni Schaus, 1928
- H. romani Bryk, 1953
- H. rosteria Schaus, 1939
- H. rufescens Walker, 1965
- H. rufula Dognin, 1923
- H. ruizi Dognin, 1889
- H. sabis Guenée, 1852
- H. saron Dognin, 1908
- H. satelles Schaus, 1906
- H. scalata Dognin, 1914
- H. semililacea Dognin, 1923
- H. serana Schaus, 1901
- H. sericilinea Schaus, 1921
- H. sericita Schaus, 1901
- H. serrata Draudt, 1933
- H. siderea Schaus, 1911
- H. singula Guenée, 1852
- H. soso Dyar, 1908
- H. sparsipennis Walker, 1857
- H. stigmata Bryk, 1953
- H. stigmatica Dognin, 1921
- H. striata Schaus, 1901
- H. striolata Butler, 1879
- H. stupida Schaus, 1905
- H. subdigna Dyar, 1908
- H. subochraceum Walker, 1866
- H. tabona Schaus, 1939
- H. taperinha Schaus, 1928
- H. teffea Schaus, 1928
- H. timea Schaus, 1939
- H. torva Schaus, 1911
- H. transducta Walker, 1857
- H. trapezina Draudt, 1933
- H. tricolora Dyar, 1908
- H. trinubila Guenée, 1852
- H. triopas Dognin, 1908
- H. tristana Schaus, 1939
- H. truncata Schaus, 1904
- H. tulola Schaus, 1901
- H. turiafa Schaus, 1928
- H. turnina Schaus, 1928
- H. undilinea Schaus, 1906
- H. unimacula Dyar, 1908
- H. ursara Schaus, 1928
- H. variegata Dognin, 1923
- H. vecina Schaus, 1901
- H. velva Schaus, 1901
- H. vinicosta Guenée, 1852
- H. vinvala Schaus, 1928
- H. violascens Guenée, 1852
- H. zula Schaus, 1911